# Ingrid Beck
Ingrid Bekinschtein, más conocida como Ingrid Beck (Buenos Aires, 11 de agosto de 1969), es una periodista, guionista, escritora, conductora y activista por los derechos de las mujeres argentina, y de ascendencia judía. Fue fundadora y directora de la famosa revista satírica argentina Barcelona.

## Biografía
Ingrid Beck se graduó como periodista en el año 1989 en la escuela TEA. A lo largo de su carrera trabajó en diversos medios. 
Fue fundadora en el 2003 y dirigió, hasta abril del 2019, la revista Barcelona. Fue jefa de redacción de las revistas La Maga y La García.
Dirigió la primera escuela de periodismo con orientación en arte, cultura y espectáculos, TEA Arte. También, junto a otras periodistas argentinas, fue una de las impulsoras del movimiento Ni una menos contra la violencia de género y los femicidios en el país, que movilizó a miles de personas en las calles el 3 de junio de 2015, por primera vez. El movimiento, y las marchas, se extendieron posteriormente como consigna y bandera de lucha.
En 2016, fue directora ejecutiva del proyecto «Argentina cuenta la violencia machista», que generó el Primer índice nacional de violencia machista, del que participaron 59 mil mujeres, y permitió medir distintos tipos de violencia.
Durante el debate por la legalización del aborto en Argentina en 2018, fue una de las expositoras a favor de la ley.
Dirige la consultora de comunicación sin estereotipos Magenta, con la cual realizó campañas para Amnistía Internacional argentina, Fundación Huésped y el PNUD, entre otras. También se desempeña como directora de comunicación de la coalición de ONG Infancia en deuda.
Formó parte de muchos programas de radio como Tarde negra, Radio portátil, Black and toc, junto a Elizabeth Vernaci, y fue columnista de Dadyman, en Radio América, junto a Dady Brieva. Condujo Con todo al aire en La Once Diez, y Radio Barcelona en sus ciclos en radio Nacional y La Once Diez, entre otros. Conduce Ahora que nos escuchan en Radio con Vos, y Bichos de radio con Adrián Korol en radio Nacional, y es columnista en el programa Ahí vamos, con Gisela Busaniche, en la misma radio.
En 2021, junto a un grupo de periodistas, publicó la plataforma online La reacción conservadora, producto de una investigación cuyo avance apareció en el sitio elDiarioAR. Esto generó polémicas y el lo que provocó amenazas de algunos políticos, particularmente de los involucrados en el tema de la investigación. Asimismo, el reporte ha sido reivindicado desde el ámbito ideológico afín a los autores.

## Libros publicados
- Queríamos tanto a Olmedo, 1991.[9]
- Guía inútil para madres primerizas 1, 2007.[10]
- Guía inútil para madres primerizas 2, 2009.[11]
- ¡Auxilio, somos padres!, 2012.[12]
- Guía inútil para madres primerizas 3, 2014.[13]

## Reconocimientos
- Premio Estímulo al periodismo que entregan las escuelas TEA, 2011.
- Premio Konex al Humor en la categoría de Comunicación y Periodismo,[14] 2017
- Huésped de honor Facultad de Periodismo y Comunicación, Universidad Nacional de Córdoba.
- Visitante ilustre de la ciudad de Rosario, Santa Fe.
- Visitante destacada de la Ciudad de Santa Fe.